# Manukau International
Die Manukau International (auch Counties Manukau International) waren offene internationale Meisterschaften von Neuseeland im Badminton, die in Auckland ausgetragen wurden. Sie waren neben den New Zealand Open eines der bedeutendsten internationalen Badmintonturniere in Neuseeland, einem Land mit einer Badmintontradition, die bis in die Anfänge des 20. Jahrhunderts zurückreicht. 2011 gehörte das Turnier zur Badminton-Weltrangliste der Badminton World Federation, wodurch bei diesem Turnier auch Punkte für die Weltrangliste und Preisgeld erspielt werden konnten.

## Die Sieger
| Saison    | Herreneinzel        | Dameneinzel       | Herrendoppel                | Damendoppel                            | Mixed                            |
| --------- | ------------------- | ----------------- | --------------------------- | -------------------------------------- | -------------------------------- |
| 2001      | Geoffrey Bellingham | Rhona Robertson   | Boyd Cooper Travis Denney   | Rhona Robertson Sara Runesten-Petersen | Nick Hall Sara Runesten-Petersen |
| 2002 2010 | nicht ausgetragen   | nicht ausgetragen | nicht ausgetragen           | nicht ausgetragen                      | nicht ausgetragen                |
| 2011      | Yogendran Krishnan  | Karyn Velez       | Daniel Shirley Andrew Smith | Doriana Rivera Madeleine Stapleton     | Daniel Shirley Gabby Aves        |
| 2012 2024 | nicht ausgetragen   | nicht ausgetragen | nicht ausgetragen           | nicht ausgetragen                      | nicht ausgetragen                |